# Francisco de Quevedo
Francisco de Quevedo Villegas (Madrid, 14 settembre 1580 – Villanueva de los Infantes, 8 settembre 1645) è stato uno scrittore e poeta spagnolo.

## Biografia
Di famiglia nobile (suo padre copre la carica di segretario della regina Anna d'Austria, sua madre, già al servizio della regina, passa poi a far parte della corte dell'infanta Isabella Clara), compì i primi studi presso i Gesuiti, proseguì con quelli classici all'Università di Alcalá de Henares e studiò teologia a Valladolid. Non bello e afflitto da una grave miopia, amico di Pedro Téllez-Girón terzo duca di Osuna, lo seguì prima a Palermo e poi a Napoli e, quando il duca vi fu nominato Viceré, ebbe la segreteria delle Finanze.
Quevedo fu accolto nell'Accademia degli Oziosi, fondata quattro anni prima dall'allora viceré della città, il conte di Lemos, e strinse amicizia con il poeta neo-latino Giulio Cesare Stella (1564-1624), con il cardinale Giannettino Doria, Filippo Paruta, Martín Lafarina, Ercole Branciforte e Mariano Valguarnera, umanista e amico intimo di Papa Urbano VIII, che, su esortazione di Quevedo, tradusse dal greco in italiano le Odi di Anacreonte.
Tornato in Spagna nel 1634, si sposò con una vedova, Esperanza de Mendoza, dalla quale però si separò poco tempo dopo. Pur desiderando un amore ideale, disprezzava le donne e di fatto non ebbe mai una relazione duratura.
Esplicò importanti missioni diplomatiche, in particolare presso la Repubblica di Venezia (fu tra l'altro accusato di essere coinvolto in una congiura contro quest'ultima). Fu poi segretario del re a corte, ma ebbe a soffrire varie persecuzioni politiche: dapprima a causa dell'alterna fortuna del suo mecenate, indi a causa di un memoriale contro il re a lui attribuito.
Imprigionato per quattro anni dal 1639, morì due anni dopo aver riacquistato la libertà.
Oltre ad avere un'ottima formazione umanistica, Quevedo conosceva perfettamente l'italiano, il francese, il latino, il greco, l'arabo e l'ebraico. Quando fu sospettato di aver preso parte ad una congiura contro Venezia, riuscì a fuggire travestito da mendicante senza essere riconosciuto grazie al suo perfetto accento italiano.

## Pensiero e stile
Quevedo è forse l'ingegno più vigoroso, inquieto e complesso della letteratura spagnola d'epoca barocca. È considerato inoltre una delle figure più significative del Seicento europeo.
Della letteratura barocca egli rappresenta l'ala concettista, come Luis de Góngora ne rappresenta l'ala culterana, benché le due tendenze -fieramente contrapposte nelle personalità rivali non solo dei due principali esponenti- e per molto tempo considerate separatamente, terminino per fondersi e comporsi nell'ulteriore quadro della Poetica Barocca: ora tesa ad astruse e problematiche evoluzioni concettuali, ora ad ermetiche e desuete forme metaforiche.
Vero è che Quevedo, nella sua vasta e multiforme opera crogiuolo d'innumerabili influssi culturali e vigorose rielaborazioni dell'Autore,ha lasciato un segno inconfondibile nel campo della satira morale che, di fronte alla crisi dei valori, alla corruzione dei costumi ed alla decadenza politica (del regno di Filippo IV), prende via via l'aspetto di aspra critica e rivolta e amarezza o disinganno.

## Opere in poesia
Poeta di altissime qualità intellettuali e visionarie, Quevedo diede il meglio di sé nei sonetti: alcuni di tema ascetico, altri d'intento dottrinale, altri a sfondo politico e altri ancora di ispirazione amorosa.
L'opera poetica fu raccolta e pubblicata postuma ne El Parnaso español (1648; Il Parnaso spagnolo) e ne Las tres ultimas musas castellanas (1670; Le tre ultime muse castigliane).
Buona parte delle restanti composizioni di Quevedo hanno carattere satirico con chiari riflessi di Giovenale, Marziale e Petronio, ma profondamente originali per la varietà di temi e per le audacie stilistiche del suo concettismo.

## Opere in prosa

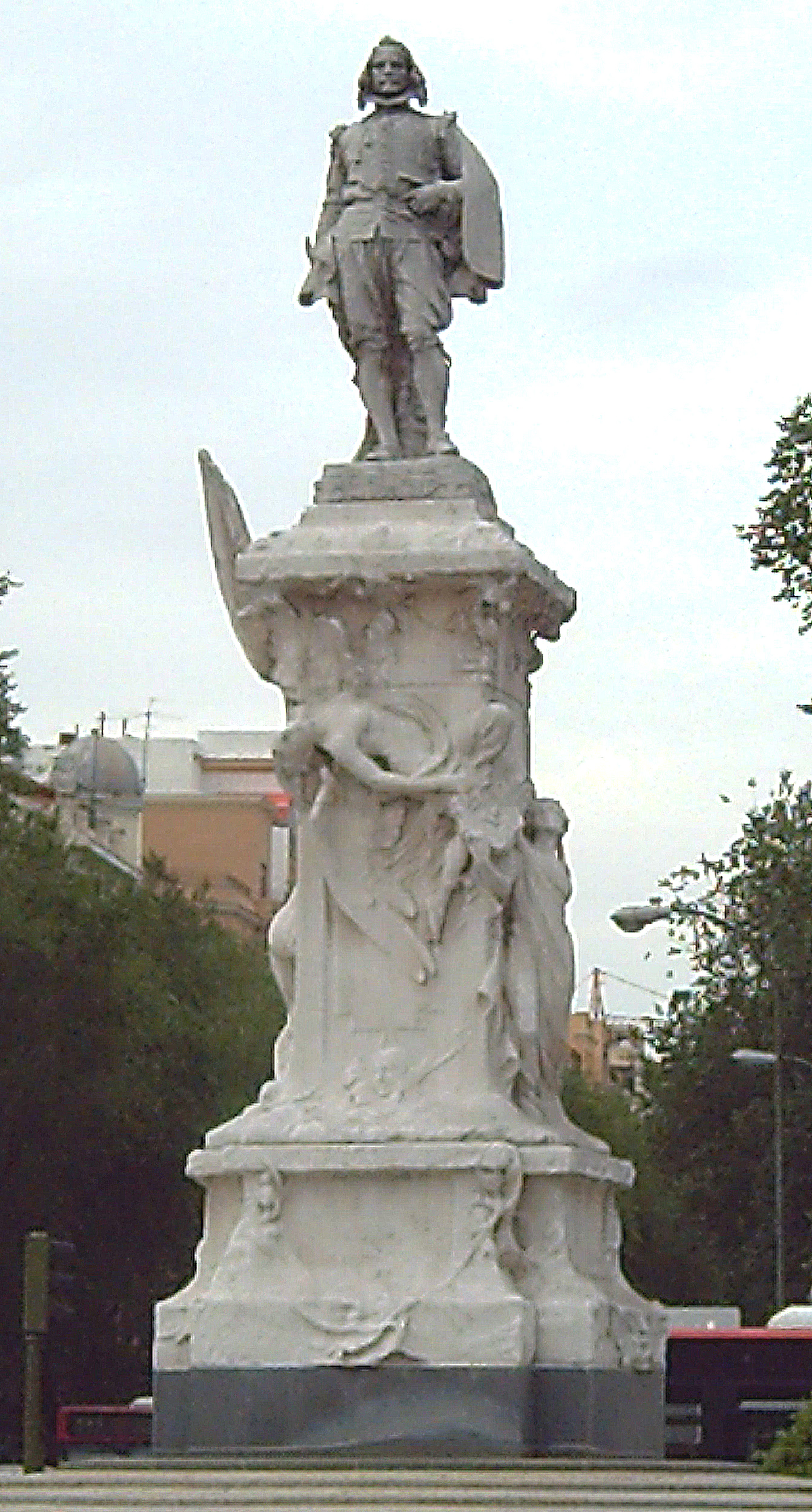
Monumento a Quevedo a Madrid (Agustín Querol, 1902).

### Il Pitocco
Tra le opere in prosa spiccano il romanzo picaresco La vida del Buscón noto anche con il titolo La Historia de la vida del Buscón llamado Don Pablos (Vita del Pitocco oppure La storia della vita del pitocco chiamato Don Paolo: scritta verso il 1603 e pubblicata nel 1626) che, nell'arco tracciato da quella particolare letteratura, raggiunge l'estremo limite della rappresentazione cruda e grottesca dell'umana miseria.

### Sueños y discursos
Sueños y discursos (1627; Sogni e discorsi), è una serie di stupende narrazioni satirico-morali, per lo più in forma di dialogo alla maniera di Luciano di Samosata, nelle quali, valendosi dell'espediente del sogno, e della visione, Quevedo passa in rassegna vizi, falsità e meschinità della vita del suo tempo, con grande profondità di pensiero e paradossali descrizioni dai contrasti violenti.

### Altre opere
Infine, oltre ad un gruppo di entremeses di carattere burlesco, che testimoniano l'interesse di Quevedo per il teatro, vanno ricordate di lui le numerose opere di carattere politico, tra cui Politica de Dios, gobierno de Cristo y tiranía de Satanás (Politica di Dio, governo di Cristo e tirannia di Satana; scritta nel 1617 e pubblicata nel 1635) e la vita di Marco Bruto del 1644, commento all'opera di Plutarco: dove viene tracciata una linea politica antimachiavellica e storico-cristiana.
Lo stoicismo di Seneca, che influì notevolmente su Quevedo, è alla base dei suoi scritti di carattere ascetico e dottrinale, fra i quali ricordiamo La Providencia de Dios (Provvidenza di Dio), del 1641 e La vida de San Pablo (La vita di San Paolo) del 1644.
Inoltre anche gli scritti di carattere filosofico come La cuna y la sepultura del 1635 e Las quatro pestes del mundo y los cuatro fantasmas de la vida (I quattro flagelli del mondo e i quattro fantasmi della vita), pubblicato postumo nel 1651, in cui il pessimismo e la concezione negativa della vita si risolvono nell'idea della morte, tema dominante dell'opera di Quevedo.

## Opere principali

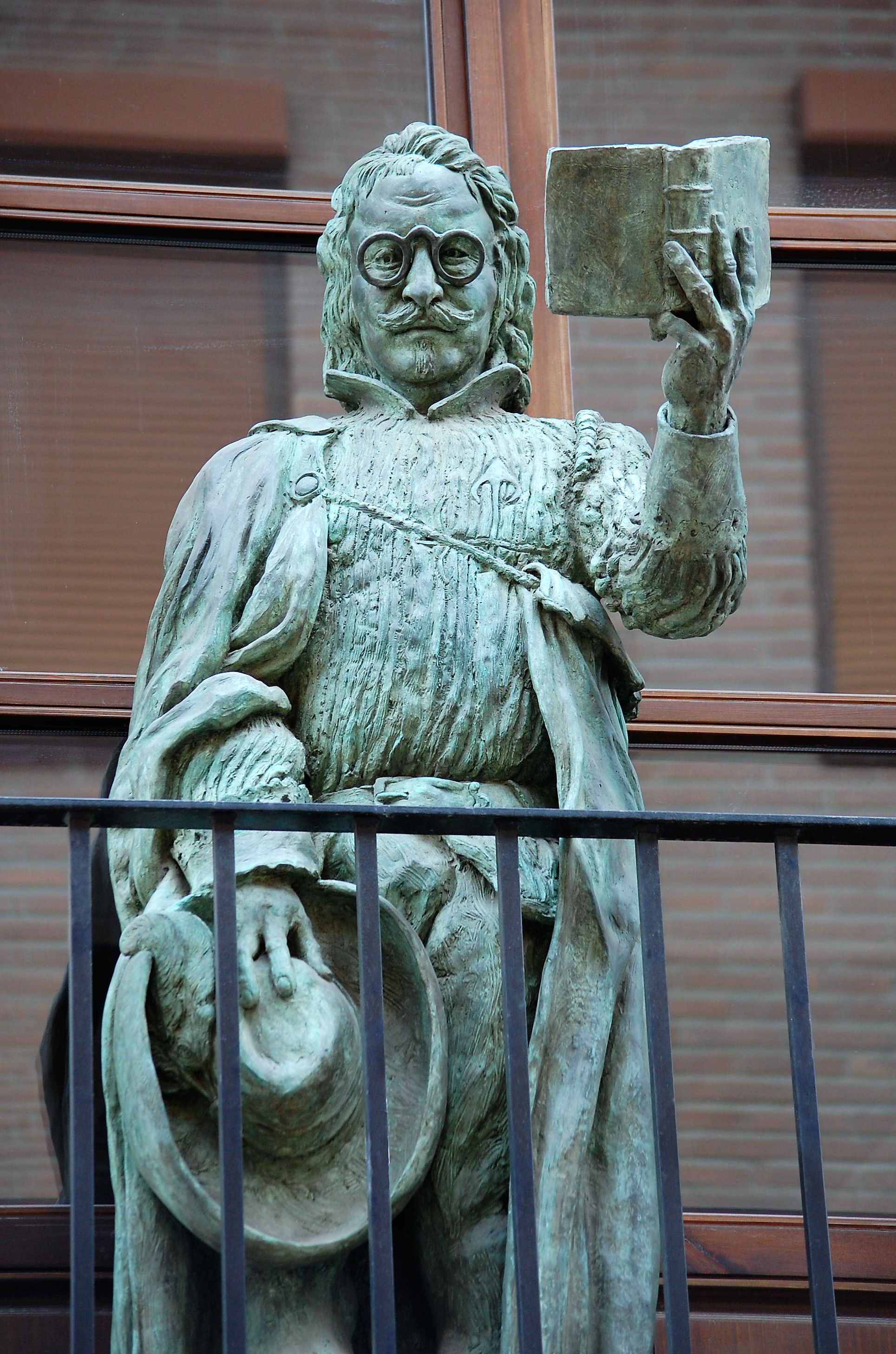
Francisco de Quevedo (Alcalá de Henares).

- 1626, La vida del Buscón (Vita del Pitocco), romanzo;
- 1627, Sueños y Discursos (Sogni e Discorsi), trattato filosofico;
- 1630, Doctrina moral del conocimiento propio, y del desengaño de las cosas ajenas, trattato filosofico;
- 1633, La Perinola, critica letteraria;
- 1634, La cuna y la sepultura (la Culla e la Tomba), trattato filosofico;
- 1635, la Doctrina stoïciana, trattato filosofico;
- data incerta, Politica di Dio e governo di Cristo, la Rivoluzione di Barcelona, trattato di politica;
- data incerta, Los refranes del viejo celoso, opera teatrale;
- data incerta, Diego Moreno, opera teatrale;
- data incerta, La Venta, opera teatrale;
- data incerta, La Destreza, opera teatrale;
- data incerta, El marido pantasma, opera teatrale.